# Chikuwa
El chikuwa (竹輪) és un producte alimentari japonès amb forma tubular i fet a base de surimi de peix, sal, sucre, midó i clara d'ou. Després de barrejar-los, s'emboliquen al voltant d'una canya de bambú o un pal metàl·lic per cuinar-los al vapor o rostits a una graella.